# Justicia para todos
Justicia para todos (titulada originalmente en inglés ...And Justice for All) es una película de 1979 protagonizada por Al Pacino y dirigida por Norman Jewison sobre el guion escrito por Valerie Curtin y Barry Levinson. Cuenta la historia de un abogado de Baltimore (Pacino) que intenta defender la causa de un presunto violador en un juzgado corrupto. La película estuvo nominada a los premios Óscar en las categorías de mejor actor principal (Pacino) y mejor guion original (Curtin y Levinson).

## Argumento
Arthur Kirkland (Al Pacino), un abogado defensor en Baltimore, está en la cárcel por desacato a un cargo judicial después de golpear al juez Henry T. Fleming (John Forsythe) mientras discutía el caso de Jeff McCullaugh (Thomas G. Waites). McCullaugh fue detenido por un delito menor de tráfico, pero luego fue confundido con un asesino del mismo nombre y ya pasó un año y medio en la cárcel; Fleming ha obstaculizado repetidamente los esfuerzos de Arthur para que se revise el caso. Aunque hay nuevas pruebas sólidas de que Jeff es inocente, Fleming rechaza su apelación debido a su presentación tardía y lo deja en prisión. 
Arthur inicia un nuevo caso, defendiendo al transformista Ralph Agee (Robert Christian), arrestado por un pequeño delito y convertido en otra víctima del sistema legal.
Arthur hace visitas regulares a su abuelo Sam (Lee Strasberg) en un hogar de ancianos, quien progresivamente se está volviendo senil. Allí se revela que Arthur fue abandonado por sus padres a una edad temprana, y fue Sam quien lo crio y lo envió a la escuela de Derecho. 
Arthur también comienza un romance con la abogada Gail Packer (Christine Lahti), miembro del Comité de Ética Legal. 
Arthur tiene una relación de amistad con el juez Francis Rayford (Jack Warden), quien lo lleva a un viaje espeluznante en su helicóptero personal, riendo al probar hasta dónde pueden llegar antes de quedarse sin combustible, mientras un Arthur aterrorizado le ruega que aterrice. Rayford, un veterano de la Guerra de Corea, está continuamente coqueteando con el suicidio, mantiene un rifle en sus aposentos en el juzgado y una pistola M1911 en la funda del hombro en todo momento, y come su almuerzo sentado en la cornisa de su oficina, a cuatro pisos de altura.
Un día, se le pide inesperadamente a Arthur que defienda al juez Fleming, acusado de agredir brutalmente y violar a una joven. Fleming siente que tener a la persona que lo odia públicamente defendiendo su inocencia será una ventaja. En el primer acercamiento, Arthur se niega a representarlo, pero pronto Rayford le informa de que lo podrían chantajear con una vieja violación de la confidencialidad abogado-cliente, por la que Arthur probablemente sería excluido si saliera a la luz. Arthur decide tomar el caso a cambio de que Fleming reabra el caso de McCullaugh.
El amigo y compañero de Arthur, Jay Porter (Jeffrey Tambor), también es inestable. Se siente culpable de obtener absoluciones para los acusados que fueron realmente culpables de crímenes violentos, y aparece borracho en el apartamento de Arthur al enterarse de que uno de sus clientes comete otro asesinato después de ser puesto en libertad. 
Tras un colapso violento en el tribunal, donde termina arrojando platos a la gente, Jay es llevado a un hospital. Antes de partir en la ambulancia, Arthur le pide a Warren Fresnell (Larry Bryggman), otro socio, que se ocupe de la audiencia judicial de Ralph Agee en su ausencia. Arthur le da a Warren una versión corregida del informe de libertad condicional de Ralph y subraya que debe mostrarse al juez para que Ralph obtenga libertad condicional en lugar de ir a la cárcel. Desafortunadamente, Warren llega tarde y olvida darle al juez la versión corregida, lo que causa que Ralph sea sentenciado a prisión. 
Más tarde, Arthur aparece lívido y ataca el auto de Warren. Cuando Warren argumenta que el juicio de Ralph no fue más que "monedas de cinco centavos", Arthur le recuerda que siguen siendo personas. Luego revela que, treinta minutos después de ser sentenciado, Ralph se suicidó ahorcándose. 
Mientras tanto, Jeff, abusado sexual y físicamente por otros reclusos, captura a dos rehenes en la prisión. Arthur llega y le suplica que se rinda, prometiendo que lo sacará en libertad, pero un francotirador de la policía mata a Jeff a través de la ventana.
Arthur intenta convencer al fiscal Frank Bowers (Craig T. Nelson), que desestime el caso de Fleming, pero Bowers, que reconoce que condenar a un juez le haría ganar prestigio, se niega a retroceder. 
Arthur se encuentra con otro cliente, Carl (Dominic Chianese), quien le da fotografías que muestran a Fleming involucrado en actos de BDSM con una prostituta. Gail le advierte que no traicione a un cliente, y revela que el Comité de Ética lo ha estado investigando. Arthur le muestra las fotos a Fleming, que admite libremente que es culpable de la violación.
Cuando comienza el juicio, Fleming hace un comentario casual a Arthur sobre querer violar a la víctima nuevamente, lo que empuja a un Arthur ya disgustado a un punto de ruptura. En su declaración de apertura, Arthur comienza burlándose de Bowers y su caso, mientras especula sobre el objetivo final del sistema legal estadounidense. Parece estar creando un caso sólido para exonerar a Fleming, pero luego, inesperadamente, explota y declara que la fiscalía no va a atrapar a Fleming, porque él mismo lo va a atrapar, declarando que su cliente es culpable. El juez Rayford grita que el comportamiento de Arthur es "inadecuado", a lo que un Arthur enfurecido responde con una célebre frase de la historia del cine: "¡Usted es inadecuado! ¡Usted es inadecuado! ¡Todo el juicio es inadecuado! ¡Ellos son inadecuados!" Arthur es arrastrado por los guardias fuera de la sala del tribunal, desahogando su ira y condenando a Fleming por su abuso de la ley. Mientras los espectadores de la sala de audiencias (incluida Gail) aplauden a Arthur, Fleming se sienta derrotado.
Al final, Arthur se sienta en los escalones del tribunal, sabiendo que su estallido probablemente le costará su carrera. Jay, aparentemente recuperado, pasa y se saca su peluca saludando a Arthur, dejándolo incrédulo sobre los escalones.

## Reparto
- Al Pacino - Arthur Kirkland
- John Forsythe - Judge Henry T. Fleming
- Christine Lahti - Gail Packer
- Jack Warden - Judge Francis Rayford
- Lee Strasberg - Sam Kirkland
- Jeffrey Tambor - Jay Porter
- Sam Levene - Arnie
- Robert Christian - Ralph Agee
- Thomas G. Waites - Jeff McCullaugh
- Larry Bryggman - Warren Fresnell
- Dominic Chianese - Carl Travers
- Craig T. Nelson - Frank Bowers
- Victor Arnold - Leo Fauci
- Vincent Beck - Oficial Leary
- Connie Sawyer - Gitel
- Keith Andes - Marvin Bates

## Producción
La película se rodó en Baltimore, incluyendo la zona del juzgado, el Monumento a Washington del distrito de Mount Vernon y Fuerte McHenry. Pacino ensayó la escena «You're out of order!» veintiséis veces en la cornisa del edificio.

## Estreno
La película se estrenó como presentación de gala de la noche de clausura en el Festival Internacional de Cine de Toronto el 15 de septiembre de 1979.

## Recepción
Justicia para todos se estrenó con gran éxito de crítica y taquilla. Producida con un presupuesto modesto de cuatro millones de dólares, recaudó más de 33,3 millones de dólares en América del Norte, lo que la convirtió en la 24ª película más taquillera de 1979. La película recibió críticas en su mayoría positivas y obtuvo una calificación del 82 % en el agregador de reseñas Rotten Tomatoes, basado en 33 reseñas. El consenso del sitio web dice: «Un volcánico Al Pacino es el centro de atención en este drama legal histriónico, la estrella fundamenta un guion tonalmente desequilibrado con la convicción de su actuación apasionada». Brian W. Fairbanks en el libro The Late Show llamó al guion «demasiado artificial», a pesar de la «marca registrada» de Pacino en la sala del tribunal. Zagat le dio a la película 23 de 30 puntos posibles, a la calidad de actuación una puntuación de 26 de 30 y a la historia y la producción 22 cada una, donde de 20 a 25 representa «muy bueno a excelente» y 26 a 30 «extraordinario a perfección». La revista Empire lo calificó como un «drama judicial sólido pero ligeramente cliché» y lo calificó con tres estrellas de cinco.
La declaración inicial de Kirkland en la sala del tribunal cerca del final de la película, así como su arrebato posterior «¡Estás fuera de lugar! ¡Estás fuera de lugar! ¡Todo el juicio está fuera de lugar! ¡Están fuera de lugar!», ha sido citada a menudo: Filmsite nombró el final como uno de los mejores discursos y monólogos cinematográficos. MSN Canada señaló que la frase completa es una de las diez «líneas de películas mal citadas».
La película recibió dos nominaciones a los Premios de la Academia. Al Pacino fue nominado a mejor actor y Valerie Curtin y Barry Levinson fueron nominados a mejor guion original. Pacino también fue nominado a un Globo de Oro por su actuación.